# Richard De Angelis
Richard De Angelis, auch Richard DeAngelis geschrieben (* 1932 in Boston, Massachusetts; † 28. Dezember 2005 in Silver Spring, Maryland), war ein US-amerikanischer Schauspieler und Comedian.
Richard De Angelis diente während des Koreakrieges in der United States Navy. Danach arbeitete er 14 Jahre als Vertreter. Mit 38 entschloss er sich dazu, sein Leben zu ändern. Er hörte auf mit dem Rauchen, wurde Vegetarier und besuchte eine Schauspielschule. 1983 schloss er das Studium an der University of Maryland als Master ab.
De Angelis trat im Theater, in Werbung für das Fernsehen, Radio und Printmedien auf. Als Ricky Roach war er über Jahre als Stand-up-Comedian aktiv. Er hatte kleinere Rollen in Ein Montag im Oktober (1981) von Ronald Neame mit Walter Matthau, in John Waters’ A Dirty Shame und anderen. Seine wohl bekannteste Rolle war die des Raymond Foerster in der mehrfach ausgezeichneten Fernsehserie The Wire.